# 실루엣 (기업)

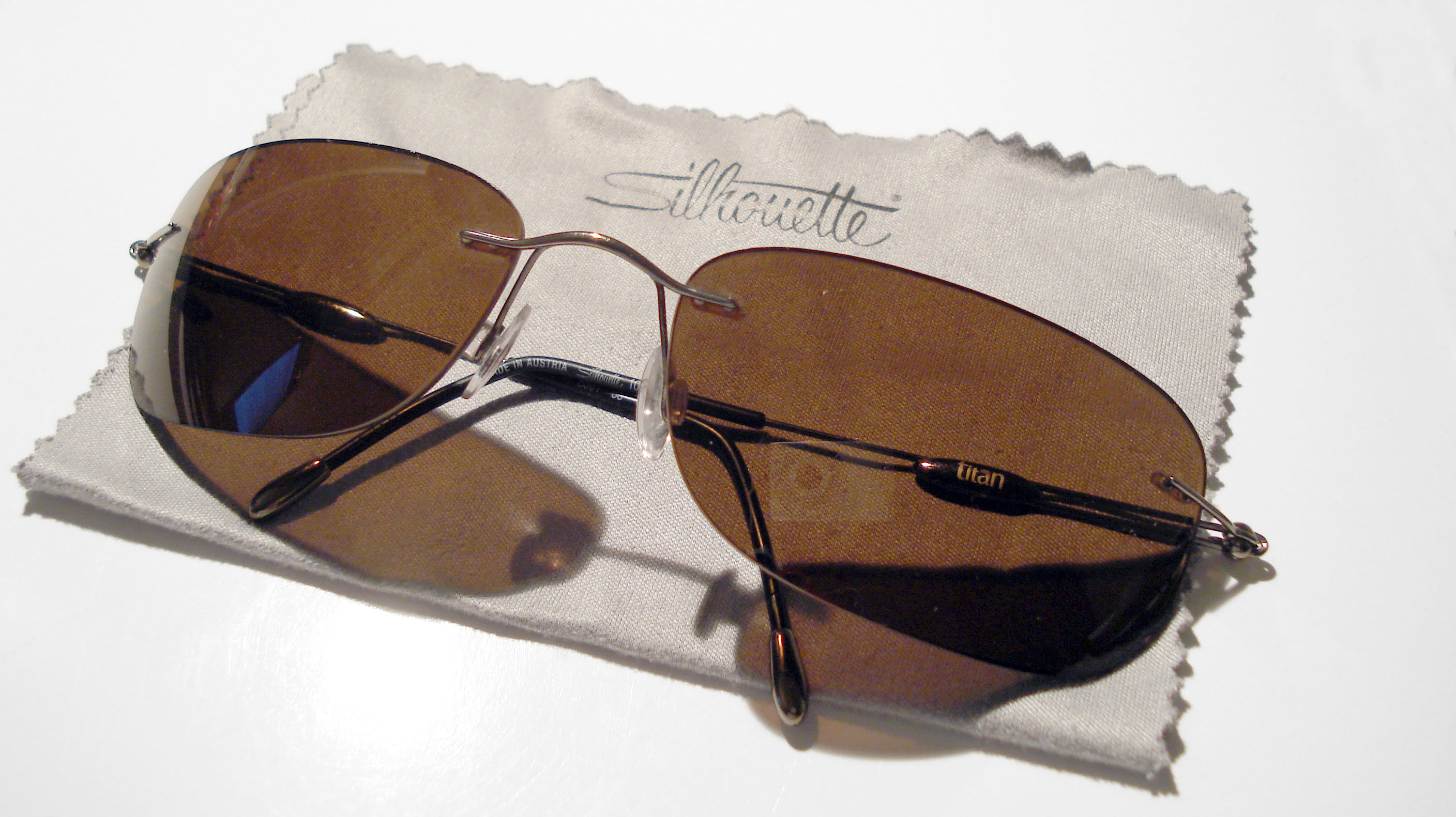
실루엣 안경

실루엣(Silhouette)는 오스트리아의 안경 회사이다.